# Salix lamashanensis
Salix lamashanensis är en videväxtart som beskrevs av Kin Shen Hao, C.F. Fang och A.K. Skvortsov. Salix lamashanensis ingår i släktet viden, och familjen videväxter. Inga underarter finns listade i Catalogue of Life.